# Hohnsen 8 (Hildesheim)

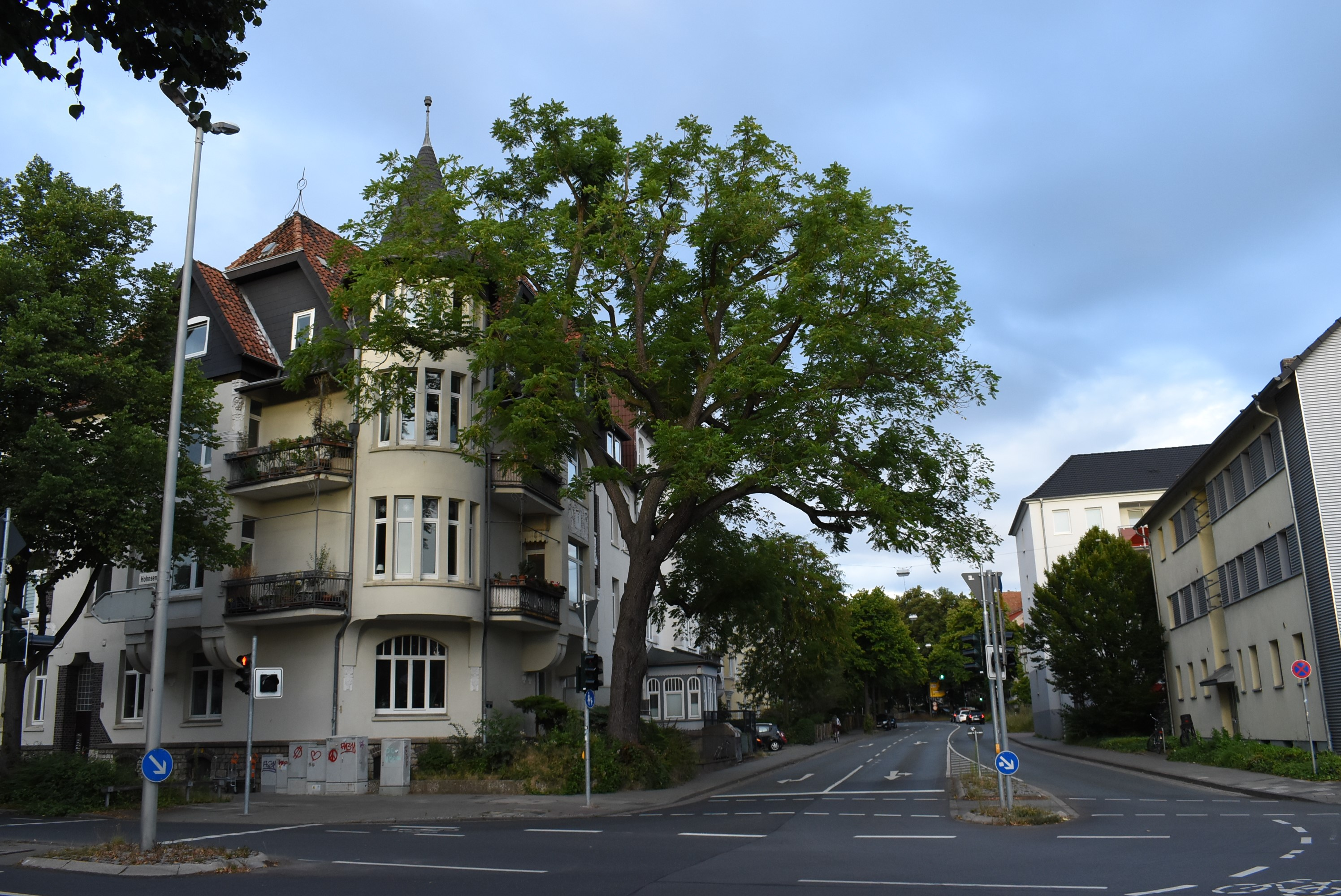
Das Haus Hohnsen 8 aus westlicher Richtung

Das Gebäude Hohnsen 8 in der Hildesheimer Südstadt ist ein denkmalgeschütztes Mietshaus aus der Belle Époque. Bauherr des dreistöckigen Wohnhauses war die 1901 gegründete Aktiengesellschaft „Villenkolonie Hildesheim“, die auch für die Bebauung am Galgenberg bekannt ist. Der verputzte Massivbau mit Krüppelwalmdach und halbrundem, turmartigen Erker weist an den Straßenfassaden Balkone und Stuckornamentik in Form männlicher Bildnisse auf.
Im Vorgarten des Hauses Ecke Struckmannstraße befindet sich eine als Naturdenkmal geschützte Schwarznuss.